# Sterling (Automarke)
Sterling war eine britische Automarke.

## Unternehmensgeschichte
Steve Porter betrieb das Unternehmen Formula 27 Sportscars in Thrupp (Gloucestershire). Zwischen 1995 und 1998 vermarktete er Automobile unter dem Markennamen Sterling. Insgesamt entstanden drei Fahrzeuge. MK Sportscars übernahm 2009 das Projekt.

## Fahrzeuge
Das einzige Modell war eine Nachbildung eines klassischen Modells, in diesem Falle des Austin-Healey 3000. Das Fahrzeug wurde 1995 vorgestellt und zwischen 1996 und 1998 gefertigt. Die offene Karosserie bot Platz für zwei Personen.